# UCI-Kunstrad-Weltcup 2020
Der UCI-Kunstrad-Weltcup 2020 wurde durch die Union Cycliste Internationale und die Initiative Indoor Cycling Worldwide veranstaltet. Aufgrund der Corona-Pandemie konnte nur eine einzige Runde durchgeführt werden.

## Termine
Nach der ursprünglichen Planung sollte der Weltcup wie in den Vorjahren aus vier Runden bestehen:
- Koblach: 29. Februar
- Komárno: 27. Juni
- Hongkong: 8. August
- Albstadt: 21. November

Die erste Runde in Koblach fand noch wie geplant statt, bevor die Pandemie den internationalen Radsport monatelang lahmlegte; auch das Finale in Albstadt wurde letztlich  abgesagt. Die ICWW führt die Ergebnisse der ersten Runde als Endergebnis.

## Ergebnisse Koblach
Bei der einzigen Runde in Koblach waren die Ergebnisse wie nachfolgend aufgeführt. Einige weitere Teilnehmer reichten ein Programm ein, traten aber letztlich nicht an.

### Einer Frauen
| Platz | Name                 | Punkte |
| ----- | -------------------- | ------ |
| 1     | Maren Haase          | 181,45 |
| 2     | Milena Slupina       | 178,57 |
| 3     | Lorena Schneider     | 166,79 |
| 4     | Mattea Eckstein      | 154,88 |
| 5     | Isabella Zübner      | 135,15 |
| 6     | Saskia Schäffler     | 134,29 |
| 7     | Jana Latzer          | 124,71 |
| 8     | Giuliana Zübner      | 124,48 |
| 9     | Alexandra Georgiadis | 76,10  |
| 10    | Ilyada Su            | 39,98  |

### Einer Männer
| Platz | Name                  | Punkte |
| ----- | --------------------- | ------ |
| 1     | Lukas Kohl            | 203,13 |
| 2     | Marcel Jüngling       | 189,77 |
| 3     | Lukas Burri           | 171,14 |
| 4     | Max Maute             | 170,83 |
| 5     | Christopher Schobel   | 149,14 |
| 6     | Kosuke Shibayama      | 87,43  |
| 7     | Daniel Andrés Hecktor | 85,65  |

### Zweier Frauen
| Platz | Namen                                  | Punkte |
| ----- | -------------------------------------- | ------ |
| 1     | Sophie-Marie Nattmann / Caroline Wurth | 134,80 |
| 2     | Rosa Kopf / Svenja Bachmann            | 122,96 |
| 3     | Jacqueline Rist / Ida-Lena Hofherr     | 87,32  |

### Zweier offen
| Platz | Namen                                | Punkte |
| ----- | ------------------------------------ | ------ |
| 1     | Serafin Schefold / Max Hanselmann    | 158,18 |
| 2     | Nina Stapf / Patrick Tisch           | 150,28 |
| 3     | Lukas Burri / Fabienne Hammerschmidt | 149,43 |
| 4     | Marcel Schnetzer / Katharina Kühne   | 133,78 |

### Vierer
| Platz | Mannschaft                                                                        | Punkte |
| ----- | --------------------------------------------------------------------------------- | ------ |
| 1     | RSV Steinhöring Ramona Ressel Julia Dörner Annamaria Milo Annalena Vollbrecht     | 190,15 |
| 2     | VfH Worms Nora Erbenich Sabrina Born Annika Furch Hannah Rohrwick                 | 187,79 |
| 3     | Kunstrad Baar Vanessa Hotz Stefanie Moos Saskia Grob Elena Fischer                | 165,51 |
| 4     | VC Rheineck / KRF Uzwil Ronja Zünd Fabienne Haas Laura Tarneller Nadine Bissegger | 163,44 |